# امیل میشله
امیل میشله (فرانسوی: Émile Michelet‎; ۱۶ ژوئیهٔ ۱۸۶۷ – نامشخص) قایقران قایق بادبانی اهل فرانسه بود.